# Christopher Tvrdy
Christopher Tvrdy (* 20. Februar 1991) ist ein österreichischer Fußballspieler auf der Position eines Stürmers.

## Karriere
Tvrdy begann seine Karriere beim ESV Haidbrunn Wacker Wiener Neustadt 1998. 2000 wechselte er zum 1. Wiener Neustädter SC, dem er bis 2005 treu blieb. In diesem Jahr wechselte er auch in die Fußballakademie St. Pölten.
Ab 2008 kam er zusätzlich zu seiner Tätigkeit in der Akademie auch für die Amateure des SKNV St. Pölten zum Einsatz. In der Saison 2008/09 kam er auf drei Einsätze in der 2. Landesliga, in den er einen Treffer erzielen konnte. Zudem wurden die Amateure von St. Pölten in jener Saison Meister und konnten in die Landesliga aufsteigen.
2009 wechselte er ins Burgenland zum ASK Baumgarten in die Regionalliga Ost, wo er in sechs Einsätzen auf ein Tor kam. Danach wurde er vom Bundesligisten SC Wiener Neustadt verpflichtet und kam anfangs bei der Amateurmannschaft in der 2. Landesliga zum Einsatz. In seiner ersten Saison konnte er bis dato in 25 Spielen 23 Tore erzielen und wurde mit dem Debüt in der höchsten österreichischen Spielklasse belohnt. Der Stürmer wurde am 11. Mai 2011 gegen den LASK Linz in der 77. Minute für Thomas Helly eingewechselt. Das Heimspiel endete 0:0.
Im Sommer 2012 wechselte er zum 1. SC Sollenau in die Regionalliga Ost. In der Saison 2012/13 wurde er in 25 Regionalligapartien eingesetzt, in denen er vier Tore erzielte. Zur Saison 2013/14 wechselte er zum fünftklassigen ASK Eggendorf.
Nach einer Saison bei Eggendorf wechselte er zur Saison 2014/15 ein zweites Mal ins Burgenland, wo er in die II. Liga Mitte zum SC Neudörfl ging. Mit Neudörfl konnte er in jener Saison in die Burgenlandliga aufsteigen. Nach dem Aufstieg kehrte er 2015 zum Regionalligisten Sollenau zurück. Nach 15 Spielen für Sollenau wechselte Tvrdy im Jänner 2016 zum Ligakonkurrenten ASK Ebreichsdorf. Für den Aufsteiger kam er in acht Partien zum Einsatz.
Im Sommer 2016 wechselte er in die siebtklassige 1. Klasse Süd zum ASK Bad Fischau. Im Sommer 2022 heuerte er neuerlich bei der zweiten Mannschaft des SC Wiener Neustadt an.